# Odile Bain
Odile Bain (geb. 28. April 1939 in  Đà Lạt (Vietnam); gest. 16. Oktober 2012 in Villejuif) war eine französische Parasitologin.

## Leben
Odile Bain wurde in Vietnam geboren, wo ihr Vater als Offizier stationiert war. Ihr Schulausbildung schloss sie in Dakar (Senegal) ab und studierte an der biologischen Fakultät der Universität Rennes 1, wo sie 1960 graduierte. Nach einer Tätigkeit als wissenschaftliche Assistentin in Rennes wechselte sie im September 1964 an das Pariser Muséum national d’histoire naturelle an das Labor von Alain Chabaud. Hier beschäftigte sie sich vor allem mit der Systematik und Biologie der Filarien. 1968 erwarb sie den Doktor der Naturwissenschaften mit der Arbeit Sciences Naturelles sur Évolution des filaires chez les vecteurs : morphologie larvaire et mécanisme du passage des microfilaires dans l’hémocèle. Anschließend wandte sie sich den Interaktionen zwischen Filarien und ihren Wirbeltier-Wirten und zuletzt den Endobakterien der Gattung Wolbachia zu. Sie entwickelte ein Maus-Modell für Filariosen.
Odile Bain publizierte mehr als 360 wissenschaftliche Arbeiten. Sie arbeitete 30 Jahre mit der Weltgesundheitsorganisation, der Edna McConnell Clark Foundation und der Europäischen Union zusammen. Sie erhielt 1974 die Bronzemedaille des Centre national de la recherche scientifique und 1984 den Prize of Zoology der Foulon Academy of Sciences. Die Zeitschrift Parasites & Vectors verleiht jährlich in Zusammenarbeit mit Boehringer Ingelheim Animal Health den Odile Bain Memorial Prize für herausragende Arbeiten auf dem Gebiet der Parasitologie.
Zusammen mit Roy C. Anderson verfasste sie 1976 den dritten Band der CIH-Bestimmungsbücher: Keys to genera of the oder Spirurida. Zusammen mit Yasen Mutafchiev und Kerstin Junker verfasste sie das Kapitel Spirurida in Andreas Schmidt-Rhaesas Nematoda (2013, ISBN 9783110273755).